# In the Falling Dark
| Recensione              | Giudizio        |
| ----------------------- | --------------- |
| AllMusic                | [ 1 ]           |
| Sputnikmusic            | 4.0 (Excellent) |
| Piero Scaruffi          | [ 3 ]           |
| Dizionario del Pop-Rock | [ 4 ]           |
| 24.000 dischi           | [ 5 ]           |

In the Falling Dark è il settimo album di Bruce Cockburn, pubblicato dalla True North Records nel 1976.

## Tracce
Lato A
Testi e musiche di Bruce Cockburn, eccetto dove indicato.
1. Lord of the Starfields – 3:22
2. Vagabondage – 4:17 (Marcel Moussette, Bruce Cockburn)
3. In the Falling Dark – 4:50
4. Little Seahorse – 4:30
5. Water into Wine – 5:30

Lato B
Testi e musiche di Bruce Cockburn.
1. Silver Wheels – 4:41
2. Giftbearer – 4:39
3. Gavin's Woodpile – 8:00
4. I'm Gonna Fly Some Day – 4:02
5. Festival of Friends – 4:38

Edizione CD del 2002, pubblicato dalla True North Records (TND 285)
Testi e musiche di Bruce Cockburn, eccetto dove indicato.
1. Lord of the Starfields – 3:29
2. Vagabondage – 4:17 (Marcel Moussette, Bruce Cockburn)
3. In the Falling Dark – 4:54
4. Little Seahorse – 4:31
5. Water into Wine – 5:33
6. Silver Wheels – 4:45
7. Giftbearer – 4:41
8. Gavin's Woodpile – 8:07
9. I'm Gonna Fly Some Day – 4:04
10. Festival of Friends – 4:43
11. Red Brother Red Sister – 4:16 – Bonus Track
12. Untitled Guitar – 8:46 – Bonus Track
13. Shepherds – 7:15 – Bonus Track
14. Dweller by a Dark Stream – 4:18 – Bonus Track

## Musicisti
Lord of the Starfields
- Bruce Cockburn - voce, chitarra
- Michel Donato - basso
- Bob Disalle - batteria
- Bill Usher - percussioni

Vagabondage
- Bruce Cockburn - voce, dulcimer
- Kathryn Moses - flauti
- Michel Donato - basso
- Bob Disalle - batteria
- Bill Usher - percussioni

In the Falling Dark
- Bruce Cockburn - voce, chitarra
- Michel Donato - basso
- Bob Disalle - batteria
- Jørn Anderson - percussioni

Little Seahorse
- Bruce Cockburn - voce, chitarra
- Kathryn Moses - flauti
- Dennis Pendrith - basso
- Bill Usher - percussioni

Water into Wine
- Bruce Cockburn - voce, chitarra

Silver Wheels
- Bruce Cockburn - voce, chitarra
- Fred Stone - flicorno
- Michel Donato - basso
- Bob Disalle - batteria
- Bill Usher - percussioni

Giftbearer
- Bruce Cockburn - chitarra
- Kathryn Moses - flauti
- Fred Stone - tromba
- Michel Donato - basso
- Bob Disalle - batteria
- Bill Usher - percussioni

Gavin's Woodpile
- Bruce Cockburn - voce, chitarra

I'm Gonna Fly Some Day
- Bruce Cockburn - voce, chitarra
- Kathryn Moses - flauto piccolo
- Fred Stone - flicorno
- Dennis Pendrith - basso
- Bob Disalle - batteria
- Bill Usher - percussioni

Festival of Friends
- Bruce Cockburn - voce, chitarra

Red Brother Red Sister
- Bruce Cockburn - voce, chitarra
- Dennis Pendrith - basso
- Jørn Anderson - batteria
- Ronny Abramson - accompagnamento vocale, cori

Untitled Guitar
- Bruce Cockburn - chitarra
- Michel Donato - basso
- Bill Usher - percussioni

Shepherds
- Bruce Cockburn - voce, chitarra
- Kathryn Moses - flauto
- Fred Stone - flicorno
- Michel Donato - basso
- Bob Disalle - batteria
- Bill Usher - percussioni

Dweller by a Dark Stream
- Bruce Cockburn - voce, chitarra
- Dennis Pendrith - basso
- Jørn Anderson - batteria

Note aggiuntive
- Eugene Martynec - produttore (per la True North Productions)
- Registrazioni effettuate al Eastern Sound di Toronto (Canada) tra il settembre ed il novembre 1976
- Ken Friesen - ingegnere delle registrazioni
- Bart Schoales - grafica[8]